# Spaniens herrlandslag i vattenpolo
Spaniens herrlandslag i vattenpolo (spanska: Selección de waterpolo de España) representerar Spanien i vattenpolo för herrar. 1996 blev laget olympiska mästare., 1998, 2001 2022 och 2025 blev man världsmästare. 2024 blev Spanien Europamästare.

## Kända spelare
- Iñaki Aguilar
- Manel Estiarte
- Pedro García
- Xavier García
- Jesús Rollán

## Medaljer

### OS[4]
| Ort och år     | Placering |
| -------------- | --------- |
| Barcelona 1992 |           |
| Atlanta 1996   |           |

### VM[4]
| Ort och år     | Placering |
| -------------- | --------- |
| Perth 1991     |           |
| Rom 1994       |           |
| Perth 1998     |           |
| Fukuoka 2001   |           |
| Melbourne 2007 |           |
| Rom 2009       |           |
| Gwangju 2019   |           |
| Budapest 2022  |           |
| Fukuoka 2023   |           |
| Doha 2024      |           |
| Singapore 2025 |           |

### EM
| Ort och år            | Placering |
| --------------------- | --------- |
| Rom 1983              |           |
| Aten 1991             |           |
| Sheffield 1993        |           |
| Belgrad 2006          |           |
| Barcelona 2018        |           |
| Budapest 2020         |           |
| Split 2022            |           |
| Dubrovnik/Zagreb 2024 |           |

### Fotnoter
1. ↑  ”Men Water Polo Olympic Games 1996 Atlanta (USA) 20-28.07 - Winner Spain” (på engelska). Sport Statistics. 26 juli 1996. Arkiverad från originalet den 29 juni 2015. https://web.archive.org/web/20150629172630/http://todor66.com/Water_Polo/Olympic/Men_1996.html. Läst 29 juli 2014.
2. ↑  ”Men Water Polo World Championship 1998 Perth (AUS) - 09-18.01 Winner Spain” (på engelska). Sport Statistics. 26 juli 1996. Arkiverad från originalet den 29 juni 2015. https://web.archive.org/web/20150629104544/http://todor66.com/Water_Polo/World/Men_1998.html. Läst 29 juli 2014.
3. ↑  ”Men Water Polo World Championship 2001 Fukuoka (JPN) - 19-29.07 Winner Spain” (på engelska). Sport Statistics. 26 juli 2001. Arkiverad från originalet den 28 april 2014. https://web.archive.org/web/20140428135729/http://www.todor66.com/Water_Polo/World/Men_2001.html. Läst 29 juli 2014.
4. 1 2  HistoFINA - Water Popo Medallists and Statistics (pdf) (engelska)